# Artaxa gamma
Artaxa gamma är en fjärilsart som beskrevs av Walker 1856. Artaxa gamma ingår i släktet Artaxa och familjen tofsspinnare. Inga underarter finns listade i Catalogue of Life.